# Modern Family (9.ª temporada)
A nona temporada da série de televisão de comédia Modern Family foi encomendada pela American Broadcasting Company (ABC) em 10 maio de 2017, estreou em 27 de setembro de 2017 e foi finalizada em 16 de maio de 2018, contando com 22 episódios. A temporada foi produzida pela 20th Century Fox Television em associação com a Steven Levitan Productions e Picador Productions, com os criadores da série Christopher Lloyd e Steven Levitan como showrunners e produtores executivos. A temporada foi ao ar na temporada de transmissão de 2017-18 às noites de quarta-feira às 21h00, horário do leste dos EUA.
A nona temporada estrela Ed O'Neill como Jay Pritchett, Sofía Vergara como Gloria Delgado-Pritchett, Julie Bowen como Claire Dunphy, Ty Burrell como Phil Dunphy, Jesse Tyler Ferguson como Mitchell Pritchett, Eric Stonestreet como Cameron Tucker, Sarah Hyland como Haley Dunphy, Ariel Winter como Alex Dunphy, Nolan Gould como Luke Dunphy, Rico Rodriguez como Manny Delgado, Aubrey Anderson-Emmons como Lily Tucker-Pritchett e Jeremy Maguire como Joe Pritchett.
A temporada terminou com uma audiência média de de 7.09 milhões de telespectadores e ficou classificada em 58.º lugar na audiência total e classificada em 21.º no grupo demográfico de 18 a 49 anos. Essa é a primeira temporada desde sua estreia a não ser nomeada ao Primetime Emmy Award em nenhuma categoria da cerimonia principal. Recebeu apenas a nomeação de "Melhor Mixagem de Som para Série de Comédia ou Drama (meia hora) e Animação" pelo episódio "Lake Life", no Primetime Creative Arts Emmy Awards, mas não venceu.

## Elenco e personagens

### Principal
- Ed O'Neill como Jay Pritchett
- Sofía Vergara como Gloria Pritchett
- Julie Bowen como Claire Dunphy
- Ty Burrell como Phil Dunphy
- Jesse Tyler Ferguson como Mitchell Pritchett
- Eric Stonestreet como Cameron Tucker
- Sarah Hyland como Haley Dunphy
- Ariel Winter como Alex Dunphy
- Nolan Gould como Luke Dunphy
- Rico Rodriguez como Manny Delgado
- Aubrey Anderson-Emmons como Lily Tucker-Pritchett
- Jeremy Maguire como Joe Pritchett

### Recorrente
- Dana Powell como Pam Tucker
- Marsha Kramer como Margaret
- Chris Geere como Arvin Fennerman
- Mira Sorvino como Nicole Rosemary Page
- Christian Barillas como Ronaldo

### Participações
- Joe Mande como Ben
- Vanessa Williams como Rhonda
- Rob Riggle como Gil Thorpe
- Nathan Lane como Pepper Saltzman
- Chazz Palminteri como Vincent "Shorty"
- Shelley Long como DeDe Pritchett
- Chris Martin como ele mesmo
- Terry Bradshaw como ele mesmo
- Billy Crystal como ele mesmo
- James Van Der Beek como Bo Johnson
- Fred Willard como Frank Dunphy
- Fred Savage como Caleb
- Cheyenne Jackson como Max
- Sarah Baker como Shirl Chambers
- Kevin Daniels como Longinus
- Colin Hanlon como Steven
- George Brett como ele mesmo
- Gabriel Iglesias como Jorge
- Alyssa de Boisblanc como Christina
- Jim Piddick como Malcolm Fennerman
- Kate Burton como Iris Fennerman
- Reid Ewing como Dylan Marshall
- Nathan Fillion como Rainer Shine
- Adam DeVine como Andy Bailey
- Mary Louise Wilson como Tia Becky
- Jane Krakowski como Dra. Donna Duncan
- Harry Groener como Joel L.L. Logan
- Ben Schwartz como Nick
- Leslie Mann como Katie
- Toks Olagundoye como Lucy

## Episódios
| N.º na série | N.º na temp. | Título                                | Dirigido por         | Escrito por                                                                | Exibição original       | Cód. de produção | Audiência (milhões) |
| --- | ------------ | ------------------------------------- | -------------------- | -------------------------------------------------------------------------- | ----------------------- | ---------------- | ------------------- |
| 189 | 1            | "Lake Life"                           | James Bagdonas       | Elaine Ko                                                                  | 27 de setembro de 2017  | 9ARG03           | 7.01                |
| Jay organiza uma viagem de férias para toda a família em um lago para testemunhar o eclipse solar, enquanto também se pergunta como será lembrado após sua morte. Mitch encontra uma antiga paixão e Alex enfrenta a realidade de seu relacionamento com Ben. Phil e Claire se esforçam para manter a juventude, enquanto a busca das crianças por um bom tempo dá errado. |              |                                       |                      |                                                                            |                         |                  |                     |
| 190 | 2            | "The Long Goodbye"                    | Jim Hensz            | Paul Corrigan & Brad Walsh                                                 | 4 de outubro de 2017    | 9ARG02           | 6.36                |
| Phil e Claire percebem que Alex pode ser mais autossuficiente na faculdade do que pensavam; Manny tenta evitar um adeus choroso depois que Gloria e Jay o mudam para seu dormitório na faculdade; Haley se depara com uma oportunidade inesperada enquanto trabalhava em seu novo emprego no clube de campo. |              |                                       |                      |                                                                            |                         |                  |                     |
| 191 | 3            | "Catch of the Day"                    | Fred Savage          | Jeffrey Richman                                                            | 11 de outubro de 2017   | 9ARG01           | 6.27                |
| O ritual matinal de Phil o faz acreditar que tem um dia de azar chegando. Mitch quer descobrir por que o empreiteiro de reconstrução da cozinha chama Cam de "Chefe", fazendo com que ele se sinta a esposa troféu. Jay lida com a ausência de Manny em casa, já que ninguém pode apoiá-lo contra Gloria. |              |                                       |                      |                                                                            |                         |                  |                     |
| 192 | 4            | "Sex, Lies and Kickball"              | John Riggi           | Abraham Higginbotham                                                       | 18 de outubro de 2017   | 9ARG05           | 6.22                |
| Jay e Gloria encontram seu velho amigo Shorty na cidade e o convidam para ficar em sua casa. O filho adotivo de Pepper e Ronaldo, Lionel, tem uma festa do pijama com Lily e Mitch e Cam questionam se a educação de Lionel o está atrapalhando. Alex dá um passo ousado em protesto contra o tratamento que Claire dispensou a Ben. |              |                                       |                      |                                                                            |                         |                  |                     |
| 193 | 5            | "It's the Great Pumpkin, Phil Dunphy" | Beth McCarthy-Miller | Jon Pollack                                                                | 25 de outubro de 2017   | 9ARG04           | 5.96                |
| A falta de entusiasmo compartilhado por todos os outros no Halloween faz Phil e Claire se perguntarem se eles superaram o feriado. Mitch e Cam estão frustrados com o tempo que Jay está levando para terminar a reforma da cozinha, o que obriga Mitch a finalmente enfrentar seu pai. Enquanto isso, a hospitalidade de Gloria está se esgotando quando Cam ultrapassa seus limites como hóspede. |              |                                       |                      |                                                                            |                         |                  |                     |
| 194 | 6            | "Ten Years Later"                     | Fred Savage          | Danny Zuker                                                                | 1 de novembro de 2017   | 9ARG08           | 5.51                |
| Claire organiza uma festa no jardim para o 10º aniversário de casamento de Jay & Gloria. Gloria fica chateada enquanto se prepara para o truque de mágica de Phil por um motivo que ela se recusa a aceitar. Cam convence Mitch a cantar na festa, mas o desempenho os leva a brigar. Phil luta para lidar com o conhecimento de que sua carreira de aspirante a mágico poderia ter sido realidade 15 anos atrás. |              |                                       |                      |                                                                            |                         |                  |                     |
| 195 | 7            | "Winner Winner Turkey Dinner"         | Beth McCarthy-Miller | Bill Wrubel                                                                | 15 de novembro de 2017  | 9ARG06           | 5.96                |
| Jay celebra as realizações de alto nível de seus filhos durante o jantar de Ação de Graças, mas os bastidores da batalha de Mitch contra um intruso e o campeonato de Claire em uma corrida de 10 km resultaram muito menos do que triunfante. |              |                                       |                      |                                                                            |                         |                  |                     |
| 196 | 8            | "Brushes with Celebrity"              | Jeffrey Walker       | Vali Chandrasekaran                                                        | 29 de novembro de 2017  | 9ARG09           | 6.15                |
| Cada um dos membros da família relembra seus encontros com celebridades. Chris Martin aparece como cliente de Phil, mas Phil tem uma emergência médica. O aborrecimento de Jay com Terry Bradshaw durante o serviço do júri chega a um ponto crítico. Mitch e Cam estão ansiosos para serem selecionados por um apresentador de um programa de jardinagem e Manny conversa com um escritor famoso que não se preocupa em esconder seu descontentamento em conhecer um fã. |              |                                       |                      |                                                                            |                         |                  |                     |
| 197 | 9            | "Tough Love"                          | John Riggi           | Stephen Lloyd                                                              | 6 de dezembro de 2017   | 9ARG10           | 5.81                |
| Phil decide ir para a floresta sozinho por uma semana com o objetivo de provar seu lado forte, enquanto Claire dirige um caminhão de entrega pela primeira vez. Jay e Gloria estão preocupados com a namorada mais velha de Manny e as lições que Mitch tenta ensinar a Cam e Lily não terminam como ele esperava. |              |                                       |                      |                                                                            |                         |                  |                     |
| 198 | 10           | "No Small Feet"                       | James Bagdonas       | História por : Ryan Walls & Matt Plonsker Roteiro por : Ryan Walls         | 13 de dezembro de 2017  | 9ARG07           | 5.89                |
| Alex e Luke começam um negócio online com um grupo de clientes-alvo bastante peculiar. Claire consegue uma oportunidade sem precedentes para Pritchett's Closets & Blinds, mas nem Claire nem Jay estão contentes com a reação um do outro. Gloria e Phil têm problemas com uma casa que Phil está tentando vender, sem sucesso, enquanto Bo Johnson, ex-amante de Pam e pai biológico de seu filho, aparece. |              |                                       |                      |                                                                            |                         |                  |                     |
| 199 | 11           | "He Said, She Shed"                   | Jim Hensz            | Jeffrey Richman & Ryan Walls                                               | 3 de janeiro de 2018    | 9ARG11           | 5.90                |
| Luke e Phil tentam esconder a verdade por trás do pedido de Claire para construir um "She Shed" em seu quintal, sendo negado pela associação de proprietários. Enquanto isso, Cam vai relutantemente com Mitch para seu terapeuta após Pameron revelar um segredo de família, enquanto Jay inscreve Joe em um torneio de golfe infantil. |              |                                       |                      |                                                                            |                         |                  |                     |
| 200 | 12           | "Dear Beloved Family"                 | Gail Mancuso         | Bill Wrubel                                                                | 10 de janeiro de 2018   | 9ARG12           | 5.81                |
| Phil é hospitalizado após sentir fortes dores de estômago e toda a família corre para o seu lado em busca de apoio. Claire sai em busca do "Urso da Cirurgia" para ajudar Phil a passar pela cirurgia, enquanto a situação de Phil provoca Cam a aumentar sua inveja da paixão de Mitch e Joe a contemplar o tema da morte. |              |                                       |                      |                                                                            |                         |                  |                     |
| 201 | 13           | "In Your Head"                        | Steven Levitan       | Jack Burditt                                                               | 17 de janeiro de 2018   | 9ARG13           | 6.24                |
| Manny, Phil e Gloria procuram por Luke, que desapareceu no que Gloria se lembra e Manny percebe como um bairro impreciso. Haley interrompe a aula de Alex na faculdade para buscar ajuda para uma entrevista de emprego e seu professor Dr. Arvin Fennerman abertamente dirige seus pensamentos a Haley. Jay tenta resolver um enigma plantado por seu inimigo de carreira, para grande desgosto de Claire. |              |                                       |                      |                                                                            |                         |                  |                     |
| 202 | 14           | "Written in the Stars"                | Jaffar Mahmood       | Abraham Higginbotham & Jon Pollack                                         | 28 de fevereiro de 2018 | 9ARG15           | 4.96                |
| Com Gloria zangada com a falta de preocupação da parte de Jay durante o Dia dos Namorados, Phil e Claire o apresentam às aventuras de RPG para apimentar sua noite romântica. Eles são expulsos quando Gloria é confundida com uma prostituta. Joe desenvolve uma paixão por Claire que ela não retribui. Cam e Mitch são forçados a jantar ao lado de Luke, que levou um bolo. Enquanto isso, Haley e Arvin têm uma noite fora. Manny está preocupado em não preparar um cartão de Dia dos Namorados para sua mãe pela primeira vez. |              |                                       |                      |                                                                            |                         |                  |                     |
| 203 | 15           | "Spanks for the Memories"             | James Bagdonas       | Paul Corrigan & Brad Walsh                                                 | 7 de março de 2018      | 9ARG14           | 5.25                |
| Jay está preocupado com um período romântico de seca com Gloria. Mais tarde, ele tenta inventar novas ideias para corresponder ao que ele percebe que Gloria estava faltando. Cam e Mitch dão uma festa para comemorar um novo emprego chique, inspirando Cam a comprar um piano de cauda; Mitch mais tarde perde o emprego depois que seu chefe foi pego fraudando, forçando-os a devolver o piano ao comprador, mas sem avisar seus convidados. Claire invade a festa e conhece Sam Turnbull, o editor de uma revista popular, para aparecer na capa. Phil relata a Alex que ele pode estar enfrentando possível intimidação de uma jovem. |              |                                       |                      |                                                                            |                         |                  |                     |
| 204 | 16           | "Wine Weekend"                        | Beth McCarthy-Miller | Elaine Ko                                                                  | 21 de março de 2018     | 9ARG16           | 5.56                |
| Haley leva Manny e os adultos para a casa de seu chefe para um Wine Weekend, mas instrui todos a ficarem longe de uma tiara premiada. Jay e Claire lutam para manter Stella longe de Gloria, que vai a uma festa privada organizada por Oprah Winfrey com Mitch. Em outro lugar, Phil e Cam escondem seu amor pelo hip hop de seus cônjuges. |              |                                       |                      |                                                                            |                         |                  |                     |
| 205 | 17           | "Royal Visit"                         | Gail Mancuso         | História por : Jeffrey Richman Roteiro por : Jack Burditt & Jessica Poter  | 28 de março de 2018     | 9ARG17           | 5.43                |
| Haley traz seu namorado astrofísico gênio, Dr. Arvin Fennerman, para a casa dos Dunphy para apresentá-lo a Phil, Claire e Luke. Alex namora um bombeiro bonito e sensato chamado Bill, que ela conhece quando ele a salva de um pequeno incêndio acidental em seu quarto. Ela é um pouco má com ele, pois ele não é inteligente. Phil e Claire tentam enganar um ao outro para impressionar o gênio, levando a um acidente na casa. Enquanto isso, Jay e Gloria são intimidados pelos pais do amigo de Joe a quem Joe idolatra. Cam mente para Mitch e vai ao Palácio Real assistir ao jogo e conhece seu jogador favorito George Brett.     |              |                                       |                      |                                                                            |                         |                  |                     |
| 206 | 18           | "Daddy Issues"                        | Chris Koch           | Vali Chandrasekaran & Stephen Lloyd                                        | 4 de abril de 2018      | 9ARG18           | 5.61                |
| Jay se sente estranho quando Jorge, que por acaso é o ex de Gloria, aparece e tem uma forte semelhança com Manny. Luke e Joe ajudam Phil a encontrar o presente perfeito para seu aniversário com Claire. A puberdade de Lily atinge Mitch e Cam. |              |                                       |                      |                                                                            |                         |                  |                     |
| 207 | 19           | "CHiPs and Salsa"                     | Gail Mancuso         | Paul Corrigan & Brad Walsh & Bill Wrubel                                   | 11 de abril de 2018     | 9ARG19           | 4.97                |
| Quando Haley ouve que sua chefe maluca está procurando um produto com as propriedades mágicas das pimentas, ela tenta ganhar seu favor convencendo Gloria a vender seu molho para a NERP. Mitchell dá a Cam a carona da polícia que ele sempre quis. Além disso, Phil e Claire competem um contra o outro, enquanto Luke tem uma reunião com o reitor de uma universidade. |              |                                       |                      |                                                                            |                         |                  |                     |
| 208 | 20           | "Mother!"                             | Eric Dean Seaton     | História por : Abraham Higginbotham Roteiro por : Jon Pollack & Ryan Walls | 2 de maio de 2018       | 9ARG20           | 4.60                |
| Quando DeDe aparece inesperadamente, Mitchell e Cam percebem o efeito dela em suas vidas. Phil, Luke, Alex e Haley têm más notícias diferentes para dar a Claire e competem sobre quem vai fazer isso durante a pequena janela de tempo após seu dia mensal de spa, quando ela está mais relaxada. |              |                                       |                      |                                                                            |                         |                  |                     |
| 209 | 21           | "The Escape"                          | Steven Levitan       | Jack Burditt & Danny Zuker                                                 | 9 de maio de 2018       | 9ARG21           | 4.73                |
| Haley conhece os pais de Arvin, mas, quando as coisas não saem como planejado, o destino leva a um reencontro inesperado com todos os seus ex-namorados. Enquanto isso, a família aproveita uma visita ao lar de idosos com a irmã malvada de Jay, Becky, para acertar velhas contas. Mas, enquanto Jay, Claire e Mitchell competem por seu tempo, Phil, Cam e Gloria acabam ficando presos no porão da casa sem saída. |              |                                       |                      |                                                                            |                         |                  |                     |
| 210 | 22           | "Clash of Swords"                     | Jim Hensz            | Elaine Ko & Stephen Lloyd                                                  | 16 de maio de 2018      | 9ARG22           | 5.02                |
| Mitchell foge para Hero-Con com Phil. A festa de dinossauros de Gloria para Joe é arruinada quando sua inimiga a ofusca com uma festa muito maior e melhor na porta ao lado. |              |                                       |                      |                                                                            |                         |                  |                     |

## Recepção

### Audiência

#### Ao Vivo
| № na série | № na temporada | Episódio                              | Exibição                | Horário          | Rating/Share (18–49) | Audiência (em milhões) | Posição 18–49 |
| ---------- | -------------- | ------------------------------------- | ----------------------- | ---------------- | -------------------- | ---------------------- | ------------- |
| 189        | 1              | "Lake Life"                           | 27 de setembro de 2017  | Quarta-feira 21h | 2.1/8                | 7.01                   | 15            |
| 190        | 2              | "The Long Goodbye"                    | 4 de outubro de 2017    | Quarta-feira 21h | 1.9/7                | 6.36                   | 15            |
| 191        | 3              | "Catch of the Day"                    | 11 de outubro de 2017   | Quarta-feira 21h | 1.8/7                | 6.27                   | 13            |
| 192        | 4              | "Sex, Lies and Kickball"              | 18 de outubro de 2017   | Quarta-feira 21h | 1.7/7                | 6.22                   | 14            |
| 193        | 5              | "It's the Great Pumpkin, Phil Dunphy" | 25 de outubro de 2017   | Quarta-feira 21h | 1.7/6                | 5.96                   | 17            |
| 194        | 6              | "Ten Years Later"                     | 1 de novembro de 2017   | Quarta-feira 21h | 1.5/5                | 5.51                   | 16            |
| 195        | 7              | "Winner Winner Turkey Dinner"         | 15 de novembro de 2017  | Quarta-feira 21h | 1.7/6                | 5.96                   | 15            |
| 196        | 8              | "Brushes with Celebrity"              | 29 de novembro de 2017  | Quarta-feira 21h | 1.6/6                | 6.15                   | 18            |
| 197        | 9              | "Tough Love"                          | 6 de dezembro de 2017   | Quarta-feira 21h | 1.7/7                | 5.81                   | 12            |
| 198        | 10             | "No Small Feet"                       | 13 de dezembro de 2017  | Quarta-feira 21h | 1.7/7                | 5.89                   | 10            |
| 199        | 11             | "He Said, She Shed"                   | 3 de janeiro de 2018    | Quarta-feira 21h | 1.7/6                | 5.90                   | 9             |
| 200        | 12             | "Dear Beloved Family"                 | 10 de janeiro de 2018   | Quarta-feira 21h | 1.6/6                | 5.81                   | 10            |
| 201        | 13             | "In Your Head"                        | 17 de janeiro de 2018   | Quarta-feira 21h | 1.8/7                | 6.24                   | 9             |
| 202        | 14             | "Written in the Stars"                | 28 de fevereiro de 2018 | Quarta-feira 21h | 1.3/5                | 4.96                   | 16            |
| 203        | 15             | "Spanks for the Memories"             | 7 de março de 2018      | Quarta-feira 21h | 1.4/6                | 5.25                   | 14            |
| 204        | 16             | "Wine Weekend"                        | 21 de março de 2018     | Quarta-feira 21h | 1.7/7                | 5.56                   | 10            |
| 205        | 17             | "Royal Visit"                         | 28 de março de 2018     | Quarta-feira 21h | 1.4/6                | 5.43                   | 16            |
| 206        | 18             | "Daddy Issues"                        | 4 de abril de 2018      | Quarta-feira 21h | 1.5/6                | 5.61                   | 10            |
| 207        | 19             | "CHiPs and Salsa"                     | 11 de abril de 2018     | Quarta-feira 21h | 1.4/6                | 4.97                   | 12            |
| 208        | 20             | "Mother! "                            | 2 de maio de 2018       | Quarta-feira 21h | 1.2/5                | 4.60                   | 12            |
| 209        | 21             | "The Escape"                          | 9 de maio de 2018       | Quarta-feira 21h | 1.3/6                | 4.73                   | 12            |
| 210        | 22             | "Clash of Swords"                     | 16 de maio de 2018      | Quarta-feira 21h | 1.3/5                | 5.02                   | 9             |

#### Ao Vivo + 7 Dias (DVR)
| № na série | № na temporada | Episódio                              | Exibição                | Horário          | DVR (18–49) | Audiência em DVR (em milhões) | Total (18-49) | Audiência total (em milhões) | Ref    |
| ---------- | -------------- | ------------------------------------- | ----------------------- | ---------------- | ----------- | ----------------------------- | ------------- | ---------------------------- | ------ |
| 189        | 1              | "Lake Life"                           | 27 de setembro de 2017  | Quarta-feira 21h | 1.5         | 3.76                          | 3.6           | 10.77                        | [ 51 ] |
| 190        | 2              | "The Long Goodbye"                    | 4 de outubro de 2017    | Quarta-feira 21h | 1.3         | 3.52                          | 3.2           | 9.88                         | [ 52 ] |
| 191        | 3              | "Catch of the Day"                    | 11 de outubro de 2017   | Quarta-feira 21h | 1.3         | 3.28                          | 3.1           | 9.56                         | [ 53 ] |
| 192        | 4              | "Sex, Lies and Kickball"              | 18 de outubro de 2017   | Quarta-feira 21h | 1.3         | 3.37                          | 3.0           | 9.60                         | [ 54 ] |
| 193        | 5              | "It's the Great Pumpkin, Phil Dunphy" | 25 de outubro de 2017   | Quarta-feira 21h | 1.3         | 3.14                          | 3.0           | 9.10                         | [ 55 ] |
| 194        | 6              | "Ten Years Later"                     | 1 de novembro de 2017   | Quarta-feira 21h | 1.3         | 3.04                          | 2.8           | 8.55                         | [ 56 ] |
| 195        | 7              | "Winner Winner Turkey Dinner"         | 15 de novembro de 2017  | Quarta-feira 21h | 1.4         | 3.36                          | 3.1           | 9.30                         | [ 57 ] |
| 196        | 8              | "Brushes with Celebrity"              | 29 de novembro de 2017  | Quarta-feira 21h | 1.4         | 3.52                          | 3.0           | 9.67                         | [ 58 ] |
| 197        | 9              | "Tough Love"                          | 6 de dezembro de 2017   | Quarta-feira 21h | 1.3         | 3.32                          | 3.0           | 9.14                         | [ 59 ] |
| 198        | 10             | "No Small Feet"                       | 13 de dezembro de 2017  | Quarta-feira 21h | —           | —                             | —             | —                            | —      |
| 199        | 11             | "He Said, She Shed"                   | 3 de janeiro de 2018    | Quarta-feira 21h | 1.4         | 3.52                          | 3.1           | 9.42                         | [ 60 ] |
| 200        | 12             | "Dear Beloved Family"                 | 10 de janeiro de 2018   | Quarta-feira 21h | 1.3         | 3.28                          | 2.9           | 9.09                         | [ 61 ] |
| 201        | 13             | "In Your Head"                        | 17 de janeiro de 2018   | Quarta-feira 21h | 1.2         | 3.03                          | 3.0           | 9.27                         | [ 62 ] |
| 202        | 14             | "Written in the Stars"                | 28 de fevereiro de 2018 | Quarta-feira 21h | 1.3         | 3.19                          | 2.6           | 8.15                         | [ 63 ] |
| 203        | 15             | "Spanks for the Memories"             | 7 de março de 2018      | Quarta-feira 21h | 1.2         | 2.90                          | 2.6           | 8.15                         | [ 64 ] |
| 204        | 16             | "Wine Weekend"                        | 21 de março de 2018     | Quarta-feira 21h | 1.1         | 2.94                          | 2.8           | 8.50                         | [ 65 ] |
| 205        | 17             | "Royal Visit"                         | 28 de março de 2018     | Quarta-feira 21h | 1.2         | 2.95                          | 2.6           | 8.38                         | [ 66 ] |
| 206        | 18             | "Daddy Issues"                        | 4 de abril de 2018      | Quarta-feira 21h | 1.2         | 3.01                          | 2.7           | 8.62                         | [ 67 ] |
| 207        | 19             | "CHiPs and Salsa"                     | 11 de abril de 2018     | Quarta-feira 21h | 1.2         | 2.86                          | 2.6           | 7.84                         | [ 68 ] |
| 208        | 21             | "Mother! "                            | 2 de maio de 2018       | Quarta-feira 21h | 1.2         | 2.80                          | 2.4           | 7.39                         | [ 69 ] |
| 209        | 21             | "The Escape"                          | 9 de maio de 2018       | Quarta-feira 21h | 1.1         | 2.87                          | 2.4           | 7.60                         | [ 70 ] |
| 210        | 22             | "Clash of Swords"                     | 16 de maio de 2018      | Quarta-feira 21h | 1.2         | 2.99                          | 2.5           | 8.01                         | [ 71 ] |

### Prêmios e indicações
| Ano  | Prêmio                              | Categoria                                                                   | Nomeado(a)                                                                | Resulto  | Ref.          |
| ---- | ----------------------------------- | --------------------------------------------------------------------------- | ------------------------------------------------------------------------- | -------- | ------------- |
| 2018 | Primetime Creative Arts Emmy Awards | Melhor Mixagem de Som para Série de Comédia ou Drama (meia hora) e Animação | Stephen Tibbo, Brian R. Harman e Dean Okrand pelo trabalho em "Lake Life" | Indicado | [ 72 ]        |
| 2018 | Prêmios Teen Choice de 2018         | Choice Comedy TV Show                                                       | Modern Family                                                             | Indicado | [ 73 ] [ 74 ] |
| 2018 | Prêmios Teen Choice de 2018         | Choice Comedy TV Actor                                                      | Rico Rodriguez                                                            | Indicado | [ 73 ] [ 74 ] |
| 2018 | Prêmios Teen Choice de 2018         | Choice Comedy TV Actress                                                    | Sarah Hyland                                                              | Indicado | [ 73 ] [ 74 ] |

## Lançamento em DVD
| Modern Family – The Complete Ninth Season | | |                           |                           |                           |
| Detalhes do DVD | Detalhes do DVD | Detalhes do DVD | Características Especiais | Características Especiais | Características Especiais |
| - 22 episódios - 3 discos - Áudio em Inglês (Dolby Digital 5.1 Surround) - Hard of Hearing - Legendas: Inglês - Legendas: Inglês, francês e espanhol | - 22 episódios - 3 discos - Áudio em Inglês (Dolby Digital 5.1 Surround) - Hard of Hearing - Legendas: Inglês - Legendas: Inglês, francês e espanhol | - 22 episódios - 3 discos - Áudio em Inglês (Dolby Digital 5.1 Surround) - Hard of Hearing - Legendas: Inglês - Legendas: Inglês, francês e espanhol | - Gag-reel                | - Gag-reel                | - Gag-reel                |
| Datas de lançamento | | |                           |                           |                           |
| Região 1 | Região 1 | Região 2 | Região 2                  | Região 4                  | Região 4                  |
| 11 de setembro de 2018 | 11 de setembro de 2018 | 10 de setembro de 2018 | 10 de setembro de 2018    | 12 de setembro de 2018    | 12 de setembro de 2018    |